# Scheepsdoorlichting
Scheepsdoorlichting of scheepsvetting is een commerciële inspectie, alvorens het schip gecharterd wordt, van het schip die door de bedrijven zelf wordt uitgevoerd, dit staat los van inspecties door classificatiebureaus. Er bestaan twee grote systemen om een schip te vetten, het SIRE en CDI systeem. Hierbij gaat men de fysische aspecten, het veiligheidsmanagementsysteem, het onderhoudssysteem, ISM, etc. van het schip doorlichten.

## Doel
Een transport mag de veiligheid van mens en milieu niet in het gedrang brengen. Daardoor laten charters van schepen deze eerst vetten. Het verleden heeft aangetoond dat scheepsongelukken de naam van een producent in een slecht daglicht stellen.

## Systemen
Over de jaren heen is het gebruik van vetting sterk gegroeid. Momenteel bestaan er 2 grote systemen.

### SIRE
Het SIRE (ships inspection reporting program) systeem, ontstaan in 1993, werd ontwikkeld en geïmplementeerd door het Oil companies international marine forum (OCIMF). SIRE vindt zijn toepassing voor doorlichting van duwbakken en tankers. Alle inspectieverslagen worden bijgehouden in een database.
Sinds de lancering van het programma werden reeds zo'n 180.000 inspecties gerapporteerd. Gemiddeld werden er in 2013, 8000 inspecties per maand uitgevoerd.

### CDI
Chemical distribution institute (CDI), ontstaan in 1994, is een vereniging zonder winstoogmerk en is ontwikkeld door de chemische industrie. CDI richt zich tot chemische tankers, petroleumschepen en gastankers wat in 2013 resulteerde in ongeveer 3000 geïnspecteerde schepen wereldwijd.

## De doorlichting
Het proces gebeurt in 5 stappen.
1. De scheepseigenaar vult een controlelijst in ,waarin alle punten van het schip/bedrijf aan bod komen.
2. Een chemisch bedrijf zal een bevoegde inspecteur aanduiden om met dezelfde controlelijst het schip door te lichten.
3. Het inspectierapport wordt opgestuurd naar de scheepseigenaar die hier opmerkingen op kan maken.
4. Het inspectierapport wordt dan samen met de opmerkingen geüpload in de database van SIRE of CDI.
5. Daarna kunnen leden van SIRE of CDI de inspecties bekijken en zo een beslissing maken of ze het schip willen charteren of niet.